# Bio, Lot
Bio är en kommun i departementet Lot i regionen Occitanien i södra Frankrike. Kommunen ligger i kantonen Gramat som tillhör arrondissementet Gourdon. År 2022 hade Bio 343 invånare.

## Befolkningsutveckling
Antalet invånare i kommunen Bio
| Referens: INSEE |